# Santa Lucia-bergen

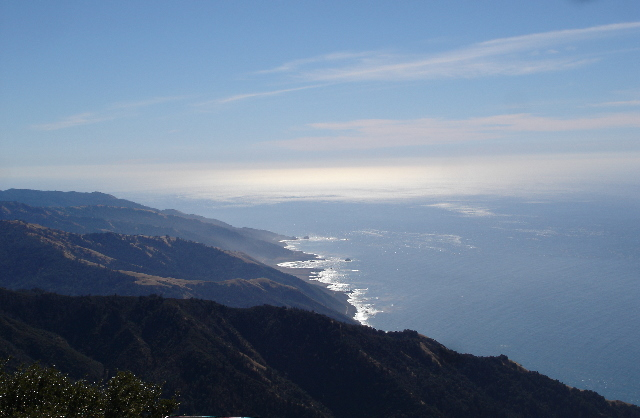
Utsikt från Cone Peak

Santa Lucia-bergen (engelska: Santa Lucia Range) är en bergskedja i Kaliforniens kustland. Den sträcker sig från Monterey mot sydöst till San Luis Obispo. Längden är 105 miles (170 km). Den högsta toppen är Junipero Serra Peak, 5862 ft (1786 m), i Monterey County.
År 1542 var Juan Rodriguez Cabrillo ute på en spansk marinexpedition och blev då den första europé som dokumenterade något om denna bergskedja. Ursprungligen döpte han den södra delen till "Sierra de San Martin" eftersom han passerade området den 11 november som är festdag för helgonet Martin av Tours. I Skåne i Sverige och delar av Tyskland firar man i våra dagar Mårtensgås till minne av samma helgon.
Det nuvarande namnet på bergskedjan är från år 1602, då en annan spansk expedition, denna gång ledd av Sebastian Vizcaíno, hade uppgiften att kartlägga området. De passerade den norra delen den 14 december och gav bergskedjan namnet "Sierra de Santa Lucia" till helgonet Lucias ära.

### Fotnoter
1. ↑  ”Juan Rodriguez Cabrillo (?-1543)” (på engelska). San Diego History Center. http://www.sandiegohistory.org/online_resources/cabrillo.html. Läst 29 januari 2016.